# Tchaïkovski (ville)
Pour les articles homonymes, voir Tchaïkovski (homonymie).
Tchaïkovski (en russe : Чайковский) est une ville du kraï de Perm, en Russie. Sa population s'élève à ≈74 500 habitants en 2025.

## Géographie

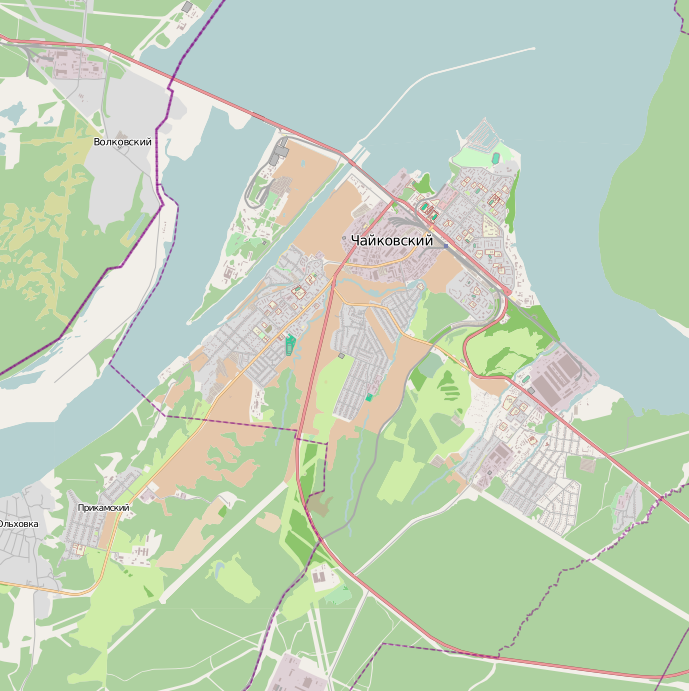
Site de la ville de Tchaïkovski : au N. le réservoir de Votkinsk ; à l'O. la Kama ; à l'E. la Saïgatka.

Tchaïkovski est située sur une péninsule pittoresque formée par la rivière Kama à l'ouest et son affluent, la Saïgatka, à l'est. À la hauteur de Tchaïkovski, la Kama est barrée par le barrage de Votkinsk, en amont duquel se trouve le réservoir de Votkinsk.
La ville se trouve à 325 km au sud-ouest de Perm.

## Histoire
Tchaïkovski a été fondée en 1955. Elle accéda au statut de commune urbaine en 1956 puis à celui de ville en 1962, devenant un centre administratif de raïon. Elle est baptisée du nom du compositeur russe Piotr Ilitch Tchaïkovski, en son honneur et mémoire, qui est né dans la ville voisine de Votkinsk à 35 km au nord (maison de naissance de Tchaikovsky).

## Population
Recensements (*) ou estimations de la population
| 1959*  | 1970*  | 1979*  | 1989*  |
| ------ | ------ | ------ | ------ |
| 12 752 | 48 034 | 70 273 | 85 849 |

| 2002*  | 2010*  | 2012   | 2013   |
| ------ | ------ | ------ | ------ |
| 86 714 | 82 895 | 82 866 | 82 900 |

## Économie
Les principales entreprises de Tchaïkovski sont :
- Centrale hydroélectrique de Votkinsk (russe : ОАО "Воткинская ГЭС") : construction achevée en 1962. Ses dix turbines produisent 2,5 GWh d'électricité par an. La construction du barrage a élevé le niveau de la Kama de 23 mètres. Le réservoir de Votkinsk a une superficie de 1 125 km2.
- OAO Tchaïkovski Tekstilny Dom (russe : ЗАО "Чайковский текстильный дом"). Construit de 1962 à 1966, le combinat textile de soie de Tchaïkovski était l'une des plus importantes usines de ce type en Europe, avec une production de l'ordre de 100 millions de mètres de tissus à la fin des années 1980.
- OAO Ouralorgsintez : usine chimique en activité depuis 1979 (gaz liquéfiés, méthyl-tert-butyl-éther (MTBE), isobutylène, huile polybutène, etc.). Elle emploie 1 790 salariés (2008).
- AO Ouralneftekhim (russe : АО "Уралнефтехим") : gaz liquéfié, essence, azote, butadiène, formaldéhyde.
- Permtransgaz, filiale de Gazprom, spécialisé dans le transport de gaz naturel.

## Personnalités
- Piotr Ilitch Tchaïkovski (1840-1893) : la maison de naissance de Tchaikovsky de Votkinsk à 35 km au nord, est aujourd'hui un musée avec l'atmosphère d'un domaine de la première moitié du XIXe siècle.
- Ekaterina Iourieva (née en 1983), biathlète.